# Лов на вештице у Индији
Лов на вештице је до данас присутан у Индији. Особе које су означени као вештице су обично старије или неудате жене оптужене за манипулисање натприродним силама са злонамерним намерама. Етикетирање жена да су вештице се јавља претежно у руралним, сиромашнијим деловима земље где је често већа концентрација племенских заједница.
Постоји више мотива или разлога због чега може доћи дњо оптужбе за вештичарство, од неуспеха усева, финансијских потешкоћа и губитка стоке до болести или смрти чланова породице. Оптужбе су често покренуте са скривеним мотивима као што је отимање земље и имовине 'вештице', измиривање личних завада или чак као казна за одбијање сексуалног односа. Постоје и дубљи основни узроци лова на вештице, пре свега недостатак образовања и основних социјалних бенефиција, посебно здравствене неге и заштите.
Огромна већина жртава лова на вештице су жене, посебно старије, неудате жене из ниже касте, које су због свог порекла друштвено маргинализоване и стога су рањивије да постану жртвени јарац за несрећу својих суседа. Иако то није тако уобичајено, мушкарци такође могу бити подвргнути оптужбама за вештичарење, посебно ако су рођаци или чланови породице оптужене вештице.
Према Националном бироу за евиденцију злочина (NCRB)) Индије, од 2000. више од 2.500 жена је убијено након што су биле етикетиране да су вештице. Процењује се да је број још већи, јер многи случајеви остају непријављени. Жене оптужене да се баве враџбинама суочавају се са разним облицима физичког и психичког мучења, као и погубљења. Тешко насиље се обично користи за кажњавање оптужених вештица и може укључивати силовање, премлаћивање, бичевање и одсецање удова. Штавише, 'вештице' могу бити ментално и емоционално злостављане кроз остракизам, протеривање, малтретирање, ухођење и јавно понижавање.

## Историја
Лов на вештице у Индији је стара пракса која траје столећима. У античким периодима постојали су помени дајана (вештица). Такви помени се налазе у неколикосанскритских дела. Међутим, за разлику од суђења вештицама у раној модерној Европи и колонијалној Америци, где су жртве суђене и евидентиране од стране државног правосуђа, тешко је пронаћи детаљне записе о лову на вјештице у Индији јер је много лова подстакнуто народним маса, без уплитања званичних органа. Из тог разлога, не постоје конкретни документовани докази о лову на вештице у Индији пре суђења вештицама у Сантхалу 1792. године, а већина случајева лова на вештице налази се у информацијама из колонијалног периода.

### Лов на вештице у колонијалној Индији
У колонијалној Индији из 19. века забележени су многи случајеви лова на вештице и спекулише се да је током овог периода више од хиљаду жена убијено због вештичарења само у централним индијским областима. Такође се веровало да је више жена убијено под оптужбама да су вештице него оне које су умрле кроз праксу Сати. Вештице (познате и као дакиније или дајане) обично су идентификовали мушкарци који су се бавили магијом или су биле духовне вође. Ови ловци на вештице, познати као ' bohpas'', 'bahgats' и друга имена, консултовани су након што су се чланови заједнице, њихови рођаци или вође села жалили на несреће изазване враџбинама. Када би „вештица“ била идентификована, bohpas би покушао да „ослободи“ жртву њене моћи, употребом магије, егзорцизма, мучење и погубљење. На пример, једна популарна метода мучења у западној Индији је оптуженој вештици утрљавала пасту од чилија у очи, била је обешена наопачке о дрво и љуљана је преко отворене ватре све док јој не призна злочина или док не би обећала да ће ослободити своју жртву(е). У једном случају 1886. године старија жена по имену Кунку оптужена је да је нанела болест жени војника, натерали су је да стави руке у кључало уље и данима је висила обешена, пре него што је пуштена и на крају убијена.

### Забрана лова на вештице
Британске власти су спровеле неколико забрана убијања вештица између 1840-их и 60-их година широм источне Индије. Забране су биле таргетирале духовне вође и свете људе који су прозивали и оптуживали вештице у локалним срединама. У тежим случајевима казне за ловце на вештице су могле укључивати и смртну казну.
У почетку се чинило да су забране делотворне и да су испуниле циљ смањења случајева лова на вештице. Жене оптужене за врачање и њихове породице добиле су више ресурса на располагању као и могућности да траже подршку, компензацију и правду. Ловци на вештице су одвраћани од етикетирања одређених жена као вештица и извођења бруталнијих облика кажњавања оптужених. Међутим, лов је настављени без обзира на нове законе, у мање упадљивом маниру и у мање насилним облицима. Британци нису успели да схвате колико су веровања о вештицама дубоко укорењена у племенским друштвима и уместо да зауставе лов на вештице, већ су ову праксу само избацили из конвенционалних токова одржавања и она је настављена на друге скровите начине. Није помогло то што су многи колонијални званичници, покушавајући да смање тензије и удовоље локалним традицијама, били познати по томе да прихватају одређене праксе лова на вештице и да су били попустљиви према починиоцима, а неки су чак присуствовали и вешањем вештица.
Могуће је да је стављање лова на вештице ван правног оквира, подстакло број лова, због непријатељског и отпорног одговора на законодавство. Прво, многи Индијанци су се противили суђењима убицама вештица, који су често били утицајни људи који су играли централну улогу у животу села и, по мишљењу локалног становништва, само су покушавали да заштите своје заједнице од злих натприродних сила. Поред тога, након доношења забрана лова на вештице, разлози за лов на 'дајане' проширили су се даље од отимања земље и начина да се добије одмазда за несреће и вероватно прешли у облик отпора колонијалној власти. На пример, вештице су постале симбол колонијалне моћи и многи су веровали да су вештице постале 'заштићене' новим британским законима, тако да је пракса лова на вештице постала индиректан облик изражавања непријатељства према колонијалној моћи и управи.

### Сантхалски устанак 1855. и Индијски устанак 1857.
Масован лов на вештице често се поклапао са великим побунама у Британској Индији, додатно подржавајући идеју да је лов на вештице представљао начин отпора колонијалној власти. На пример, у Сантхалском устанку 1855. године, велики број жена је био прогањан од стране вођа устаника, на основу оптужби за вештичарење, упркос томе што су играле активну улогу у отпору.
Слично томе, 1857. током индијске побуне, талас лова на вештице избио је широм региона Чота Нагпур. Побуна је пружила прилику вођама побуњеника да 'очисте' број вештица. Сматрали су да се бројност вештица повећала као последица 'добронамерном моћи' Британаца. Вештице су на много начина постале симбол британске моћи и из тог разлога су их побуњеничке вође убијале; то је био начин консолидације своје верске и политичке моћи над масама у временима великих преврата.

## Савремени лов на вештице
У савременој Индији, лов на вештице и даље је распрострањен и уобичајен у изолованим и сиромашним сеоским областима, посебно у северним и централним деловима земље. Држава Џарканд забележила је највећи укупан број убистава чији је мотив био вештичарење. Пет стотина и деведесет три жене су убијене под оптужбом за вештичарење између 2001. и 2021. према подацима Националног бироа за евиденцију злочина (NCRB). Државе Асам, Бихар, Чатисар, Мадја Прадеш и Одиша такође су забележиле многе случајеве жигосања жена као вештица. Обично постоје три фазе лова на вештице: оптужба, проглашење и прогон. Оптужба за вештичарење се најчешће покреће након изненадне смрти или болести члана породице, неуспеха усева или губитка стоке. Жену тада у заједници утицајни маг проглашава вештицом; он се консултује са члановима заједнице коју консултују чланови заједнице након што је претрпела несрећу. Магови изводе магију да идентификују вештицу и да је казне због бављења црном магијом.
Убиства која за мотив имају вештичарство, по годинама:
| Година | Убиства |
| ------ | ------- |
| 2000.  | 126     |
| 2001.  | 126     |
| 2002.  | 151     |
| 2003.  | 138     |
| 2004.  | 111     |
| 2005.  | 197     |
| 2006.  | 186     |
| 2007.  | 177     |
| 2008.  | 175     |
| 2009.  | 175     |
| 2010.  | 178     |
| 2011.  | 240     |
| 2012.  | 119     |
| 2013.  | 160     |
| 2014.  | 156     |
| 2015.  | 135     |
| 2016.  | 134     |
| 2017.  | 73      |
| 2018.  | 62      |
| 2019.  | 102     |
| 2020.  | 88      |
| 2021.  | 68      |
| Укупно | 3077    |

### Прогон
Од раних 2000-тих пријављени случајеви лова на вештице показују да су жене оптужене за бављење црном магијом биле подвргнуте прогону и нехуманом поступању од стране оних који живе у њиховом селу. Ово се ради у покушају да се вештица казни или прочисти. Жртве могу бити тешко премлаћене или бичеване од стране починилаца, као и сексуално злостављане, неке су принуђене да трпе још  облике мучења као што је одсецање удова. У тежим случајевима, оптужене убијају, а неке методе погубљења које се и данас користе у лову укључују спаљивање и каменовање. Многи смртни случајеви се такође могу десити као последица повреда изазваних физичким насиљем. Жртве лова на вештице суочавају се са психичким мучењем као и са физичким нападима, од вербалног злостављања и узнемиравања до јавног понижавања. На пример, 2009. године пет жена из забаченог села у округу Деогхар у Џарканду спроведене су голе кроз село, претучене су и приморане да једу људски измет. У многим случајевима, жене морају да напусте своје домове у страху од прогона или бивају протеране из својих села и имања. Ефекти напада и такозваних 'казна' често остављају трајни утицај на жртве жигосања вештица, што доводи неке жртве до самоубиства.

## Узрочни фактори

### Недостатак квалитетног образовања и здравствене заштите
Већина случајева лова на вештице у Индији забележена је из места и заједница у лошим социо-економским условима. На пример, у Џаркханду, држави у којој је жигосање вештица веома распрострањено, скоро 40% становништва живи испод границе сиромаштва. Сиромаштво у комбинацији са неадекватним пружањем здравствене заштите и образовањем помаже да се створи окружење у којем лов на вештице може да буде високоприсутан.
Недостатак хигијене и лако доступних медицинских установа значи да су у многим сиромашнијим областима лаке болести које се могу лечити уобичајени узроци смрти. Болнице и друге медицинске установе су често предалеко од руралних заједница у Индији и уместо тога, многи Индијци у изолованим областима траже помоћ локалног божанства или свештеника због медицинских болести. Ово је кључни узрочник лова на вештице јер се епидемије болести и наизглед необјашњиве смрти у овим заједницама посматрају као резултат вештичарења или црне магије. Значај лошег приступа здравственој заштити за лов на вештице може се видети у заједничкој студији Државне комисије за жене Утараканд из 2019. и Комисије за акциону помоћ, која је открила да је 27% забележених случајева лова на вештице у држави Утараканд покренуто у одговор на развој здравствених проблема деце, а још 43,5% је подстакнуто због лошег здравља одраслих. Лош стандард образовања у државама као што је Џаркханд такође повећава вероватноћу да ће се људи окренути ирационалним сујеверним веровањима, попут вештичарења, да би објаснили изненадне смрти, болести или неуспех усева у својим заједницама.

### Прикривени мотиви за прогон
Лов на вештице је често уобичајена шема за отимања земље и имовине од жена, мотив који је обично прикривен представљеним сујеверјем. То је зато што жељену земљу и ресурсе у власништву неудатих, обично удовица и жена без деце лакше стичу након лова на вештице од стране љубоморних комшија и чланова породице. На пример, означеној као 'вештица' може бити ускраћено право да поседује имовину. Може бити приморана да напусти своју земљу у страху од напада, тако што ће бити прогнана из села или убијена.
Решавање личних размирица и спорова може бити решено кроз оптужбе за и спровођење лова на вештице. Отворене, природно асертивне и конфронтирајуће жене чешће ће бити циљане и етикетиране као вештице као начин да их ућуткају или делују на основу дуготрајне љутње према њима. Било је случајева у којима је одбијање жене да прихвати понуде да има секс довело до тога да је мушкарац из освете означи као вештицу, што је знатно олакшало да се жена изолује из села те да је сексуално искористе.
Неке феминисткиње су тврдили да је основна жеља да се потчине жене које представљају претњу патријархалној структури руралних индијских друштава кључни фактор у постојању савременог лова на вештице. Танви Јадав, на пример, тврди да се бруталне методе физичког и психичког кажњавања оптужених вештица, као што су премлаћивање, срамоћење и линч, користе за намерно терорисање и ућуткивање жена које би иначе могле да оспоравају или говоре против патријархалних норми. Сикха Дас такође напомиње да је већа вероватноћа да ће младе, независне и чврсте удовице бити жигосане да су вештице као начин да се казне због прављења искорака ван традиционалних очекивања од жена у њиховом статусу.

## Покушаји да се оконча лов на вештице
Покушаји да се створи законска регулатива која би спречила и елиминисала праксу лова на вештице учињени су на националном и државном нивоу. На пример, индијска држава Џарканд је 2001. године донела Закон о спречавању вештица (Daain) како би „елиминисали „мучење, понижавање и убијање“. Поред тога, закон криминализује ритуале које изводе магови за које се верује да идентификују и „лече“ вештице. Влада је 2021. године покренула пројекат Гарима који има за циљ сузбијање лова на вештице „оснаживањем“ жртава пружајући им савјетовање, обуку о радним вјештинама и могућности за живот. Пројекат такође има за циљ ширење свести међу угроженим заједницама у циљу спречавања лова на вештице. Тренутно 6 држава у земљи има посебне законе који циљају на лов на вештице: Раџастан, Џарканд, Чатисгар, Бихар, Одиша и Асам, док Махараштра и Карнатака имају законе који третирају тему лова на вештице скупа са другим присутним сујеверјима.
Међутим, укупна ефикасност законодавства против лова на вештице доведена је у питање. Прво, већина закона донесених за борбу против лова на вјештице донесена је само на државном нивоу, а централна влада Индије тек треба да донесе посебан закон који се односи на ову праксу. Редак покушај да се заустави овај злочин на савезном нивоу било је увођење закона о спречавању лова на вештице од стране индијског политичара Рагаве Лакханпала у парламенту 2016. године, међутим, закон још није усвојен.
Примена усвојених закона је такође лоша, јер је само 2 одсто починилаца осуђено. Пријављени случајеви су често одбачени због недостатка одговарајуће истраге, сведока или због 'компромиса' постигнутог између жртве и починиоца. Штавише, већина случајева није документована јер је сиромашним и неписменим женама тешко да путују из изолованих региона да пријаве случајеве полицији и да долазе поново на позиве полицијских снага. Из ових разлога, активисти су се залагали за друштвена решења која циљају на сујеверје и ирационалност присутну у заједницама, подржавају жртве и циљају на корене проблема, уместо да заузму стриктно легалан приступ као решење за елиминацију лова на вјештице.
Невладине организације попут Центра за социјалну правду (CSJ) користе правни систем да се боре за права и имовину жена и маргинализованих људи, који су нападнути у лову на вештице. Друга организација, ANANDI, гради солидарност међу жртвама лова на вештице или особа које живе у подручјима где су жене често мета. Појединачни активисти су такође имали значајан утицај на борбу против лова на вештице. На пример, Бирубала Раба, који води организацију која шири свест против лова на вештице под називом [Она и њен тим су провели последњих 15 година у кампањи против ове праксе. Рабха је имала кључну улогу у доношењу Закона о лову на вештице у Асаму (забрана превенције и заштите), за који многи кажу да је најстриктнији индијски закон против лова на вјештице и 2021. године добила је признање за свој рад од стране Владе Индије са престижном наградом Падма Схри.